# John Mamann
John Mamann (ur. 29 września 1978) – francuski wokalista.

## Dyskografia
Albumy
- 2010: Mister Joe
- 2012: John Mamann
- 2013: Love Life

Single
- 2009: "Pas jaloux"
- 2009: "Donnez-moi le sens
- 2010: "15h du matin" (wraz z Grand Corps Malade)
- 2010: "On est tous comme ça"
- 2012: "Fais pas la gueule John"
- 2012: "Allez viens"
- 2013: "Love Life" (feat. Kika)
- 2014: "Laissons Les Rêver''
- 2015: "Je suis charlie"
- 2015: "Roi de France"